# Stara Lipa (Słowenia)
Stara Lipa – wieś w Słowenii, w gminie Črnomelj. W 2018 roku liczyła 86 mieszkańców.